# Стерлинг (замок)
Стерлинг (англ. Stirling Castle) — средневековый шотландский замок, который расположен на вершине Замкового Холма, в городе Стерлинг, округа Стерлинг, в Шотландии.
Замок Стерлинг является одним из крупнейших и важнейших замков Шотландии, как с исторической, так и с архитектурной точки зрения. Крепость открыта на протяжении всего года, кроме Рождества и Дня подарков.

## История
С трёх сторон замок окружён крутыми обрывами, что создаёт сильную оборонительную позицию. 
Большинство главных строений замка построены в XV и XVI веках. Сохранилось всего несколько строений XIV века, тогда как внешние укрепления датируются началом XVIII века. 
В замке Стерлинг были коронованы несколько шотландских королей и королев, включая Марию Стюарт в 1542 году. Замок подвергался осаде как минимум восемь раз, в том числе несколько раз во время Войн за независимость Шотландии. Последний раз замок осаждался в 1746 году, когда Карл Эдуард Стюарт пытался безуспешно взять его.
В замке находится полковой музей Аргайл-сатерлендского хайлендского полка.